# Original War
Original War – komputerowa strategiczna gra czasu rzeczywistego z elementami RPG wyprodukowana przez studio Altar Interactive i wydana 15 czerwca 2001 przez Virgin Interactive na komputery osobiste.
Wydarzenia w grze związane są z konfliktem o złoża fikcyjnego minerału zwanego syberytem przez Amerykanów bądź alaskitem przez Rosjan. Złoża te znajdują się na Syberii dwa miliony lat przed naszą erą. Syberyt jest katalizatorem zimnej fuzji: w jego obecności atomy wodoru łączą się w atomy helu wydzielając przy tym energię.

## Rozgrywka
Do wyboru są dwie nieliniowe kampanie (ZSRR, USA). Każda kampania składa się z 15 rozbudowanych fabularnie misji, z których każdą można przejść na wiele sposobów.
Grać można również w trybie wieloosobowym. Jest wiele typów rozgrywek: Arabian War (AW), Dynamic Soldier War (DSW), Clan Base (CB), Clan War (CW), HardCore (HC), Nuclear War (NW), Old Rules (OR) oraz Soldier War (SW). Powstało również wiele stron poświęconych grze. Organizowane są wojny klanów (CW), w których wielu graczy mierzy się ze sobą walcząc w odmiennych warunkach i różnymi nacjami.
Społeczność graczy tworzy wiele dodatków do gry. Są to głównie mody zawierające trzy do ośmiu misji (choć są i takie, które zawierają pełną kampanię, np. SoS) oraz patche.
Gra zawiera różne modyfikacje fabularne oraz mechaniczne, na przykład Green Light, Sand of Siberia, Wszyscy Jesteśmy Żołnierzami.

### Świat Original War
Świat współczesny przedstawiony w grze zależny jest od wybranej przez gracza kampanii. Kampania amerykańska opowiada o wysłanych w przeszłość za pomocą urządzenia EON żołnierzach mających przewieźć złoża syberytu z Syberii na Alaskę. W ich świecie Związek Radziecki sięga do połowy Niemiec. Choć nie wiadomo dokładnie czy cofnięcie w czasie nastąpiło przed upadkiem muru Berlińskiego i czy dzięki syberytowi Związek Radziecki stał się o wiele potężniejszy, jednak ta druga teoria wydaje się o wiele bardziej prawdopodobna ze względu na stopień rozwoju technologicznego oraz niektóre informacje pojawiające się w filmach w grze.
Druga kampania opowiada o żołnierzach Plioceńskiego Batalionu Armii Czerwonej, którzy zostają wysłani w przeszłość po odkryciu na Syberii pozostałości amerykańskiej ekspedycji oraz śladów alaskitu, minerału który występował tylko na Alasce i był ważnym źródłem potęgi USA. Przywódcy ZSRR doszli do wniosku, że Amerykanie cofnęli się w czasie i ukradli Związkowi Radzieckiemu złoża alaskitu. Przy pomocy urządzenia CZAPA (rosyjska nazwa EONa) wysyłają w przeszłość oddziały Armii Czerwonej, by bronić złóż.
Trzecia nieoficjalna kampania – arabska – jest modyfikacją do gry tworzoną przez fanów. Opowiada o losach Heike Steyer, dziewczyny, która miała trudne dzieciństwo. Bohaterka dołącza do najemników w służbie arabskich szejków, wysłanych w przeszłość, aby zniszczyć złoża syberytu. Kampania jest zawarta w modyfikacji o nazwie "Sand of Siberia" umieszczona na platformie Steam za darmo, oraz na stronie autora. Docelowo modyfikacja ma zawierać 4 kampanie, kilkanaście map-potyczek oraz kilka map kooperacyjnych. Jej celem jest maksymalne wykorzystanie potencjału, jaki drzemie w samej grze. W wielu aspektach, twórcy modyfikacji wspomagają się notatkami pozostawionymi przez autorów Original War. Sam projekt ma charakter non-profit i każdy może zgłosić chęć współpracy.
Świat współczesny jest tylko drobnym fragmentem wydarzeń przedstawionych w grze. Wszystkie grupy trafiają do tej samej rzeczywistości dwa miliony lat przed naszą erą. Jednak w fabule zaznaczone są różnice między przyszłością jednych i drugich.